# Czemeryśke
Czemeryśke (ukr. Чемериське) – wieś na Ukrainie, w obwodzie winnickim, w rejonie barskim.
Znajduje się tu rzymskokatolicka parafia św. Jana Chrzciciela w Czemeryskim.